# Jean d'Aragon (1457-1528)
Jean d'Aragon, aussi appelé Jean II de Ribagorce, né le 27 mars 1457 à Benabarre et mort le 5 juillet 1528 à Monzón, est un noble aragonais, comte de Ribagorce, vice-roi de Naples entre 1507 et 1509,, membre de la famille royale aragonaise et premier duc (es) de Luna. Il est également lieutenant général (1496), capitaine général et président de la généralité de Catalogne (1503-1506) et lieutenant-général du royaume d'Aragon (1513).

## Enfance et jeunesse
Jean II de Ribagorce est le fils illégitime d'Alphonse d'Aragon et Escobar (es), duc de Villahermosa, et de María Junquers. Il est le neveu de Ferdinand le Catholique. Deux ans avant la mort de son père, il hérite du titre de Comté de Ribagorce. Il obtient le poste de vice-roi de Naples après le bref passage de l'Infante Jeanne d'Aragon, épouse de Ferdinand Ier de Naples, envoyée depuis l'Espagne pour relever premier vice-roi Gonzalve de Cordoue, surnommé le grand capitaine. Jean II de Ribagorce épouse María López de Gurrea Torrellas, appelée la Ricahembra, le 24 juin 1479.

## Naples
Il commence son gouvernement comme vice-roi de Naples avec l'aide de trois conseillers : Andrea Carafa, comte de Santa Severina, Héctor Pignatelli, comte de Monteleone, et le comte de Cariati. En 1508, il combat les pirates de Margaregio le long des côtes de Calabre. Il regroupe un parlement avec comme objectif de réclamer une donation de 300 000 ducados à la ville, ce qui amène une révolte séditieuse, d'autant que les représentants du village invoquent la famine du 18 juin 1508. En raison de cette mauvaise manœuvre, il est rappelé en Espagne. Il quitte Naples le 8 octobre 1509, Fray Antonio de Guevara, comte de Potenza, reprenant sa charge.

## Guerre contre Venise
Ferdinand le Catholique déclare la guerre à la République de Venise pour reconquérir les ports des Pouilles passés aux mains de Venise après la bataille de Fornoue. Une armée commandée par Fabrizio Colonna rend les principaux ports des Pouilles sous contrôle napolitain.

## Retour en Espagne
En 1512 Jean II de Ribagorce rentre en Catalogne et est nommé vice-roi de Catalogne et capitaine général de la principauté. Par sa charge ecclésiastique il est inséculaire depuis 1506. Il prend part à l'élection de 1512 et est nommé président de la généralité de Catalogne mais demeure en poste peu longtemps, soit jusqu'au 1er février 1513. Il rentre à Barcelone pour occuper sa charge comme lieutenant-général du royaume d'Aragon. Son absence de la capitale contrevient aux règles de résidence requises pour un député ecclésiastique et, de plus, s'avère incompatible avec la charge de lieutenant-général. Malgré les pressions des autres députés, Jean de Ribagorce ne se présente pas et renonce jusqu'au 10 juin 1514.
C'est ainsi également en 1512 alors qu'il cède à Logroño le titre de comte de Ribagorce à son fils Alphonse Philippe de Gurrea et Aragon, son seul fils ayant atteint l'âge adulte. Il obtient en contrepartie le titre de duc de Luna.

## Mort
Il meurt le 5 juillet 1528 et est enterré en premier lieu dans l'église de Sainte María du Romeral de Monzón. Ses ossements sont déplacés à l'abbaye de Montserrat.